# Penhook
Penhook és una concentració de població designada pel cens dels Estats Units a l'estat de Virgínia. Segons el cens del 2000 tenia 726 habitants.

## Demografia
Segons el cens del 2000, Penhook tenia 726 habitants, 308 habitatges, i 243 famílies. La densitat de població era de 25,1 habitants per km².
Dels 308 habitatges en un 21,1% hi vivien nens de menys de 18 anys, en un 68,5% hi vivien parelles casades, en un 7,1% dones solteres, i en un 20,8% no eren unitats familiars. En el 18,8% dels habitatges hi vivien persones soles el 6,8% de les quals corresponia a persones de 65 anys o més que vivien soles. El nombre mitjà de persones vivint en cada habitatge era de 2,36 i el nombre mitjà de persones que vivien en cada família era de 2,65.
Per edats la població es repartia de la següent manera: un 17,8% tenia menys de 18 anys, un 4,8% entre 18 i 24, un 22,9% entre 25 i 44, un 35% de 45 a 60 i un 19,6% 65 anys o més.
L'edat mediana era de 49 anys. Per cada 100 dones de 18 o més anys hi havia 97,7 homes.
La renda mediana per habitatge era de 55.278 $ i la renda mediana per família de 71.667 $. Els homes tenien una renda mediana de 32.778 $ mentre que les dones 23.125 $. La renda per capita de la població era de 48.663 $. Entorn del 5,7% de les famílies i el 15,6% de la població estaven per davall del llindar de pobresa.

## Poblacions més properes
El següent diagrama mostra les poblacions més properes.